# Arheološko nalazište Budinjak
Arheološko nalazište Budinjak je arheološki lokalitet koji se nalazi u naselju Budinjak koje je u sastavu grada Samobora.

## Opis
Prapovijesno naselje nalazi se na vrhu brijega na području sela Budinjak, na izvanrednom strateškom položaju koji je s tri strane okružen prirodnim strminama dok je na jedinoj pristupačnoj strani opasan s tri reda zemljanih bedema. Ukupna površina naseobinskog kompleksa iznosi 40 000 m2. Nekropolu čini 141 grobni humak promjera 5 – 20 m, visine 0,50 – 2,20 iz razdoblja kasnog brončanog doba i starijeg željeznog doba. Nekropola se rasprostire na površini od 60 000 m2. U grobnim humcima otkriveno je niz grobnih priloga - u cijelosti sačuvanih dijelova nakita, oružja, oruđa i opreme koji pokazuju srodnost s halštatskim krugom jugoistočnog alpskog prostora.

## Zaštita
Pod oznakom Z-1584 zavedena je kao nepokretno kulturno dobro – pojedinačno, pravna statusa zaštićena kulturnog dobra, klasificirano kao "arheološka baština".